# Klemens II
Klemens II, właśc. Suidger von Morsleben (zm. 9 października 1047 w Pesaro) – papież w okresie od 24 grudnia 1046 do 9 października 1047.

## Życiorys
Był hrabią i pochodził z Saksonii. Przed wyborem na papieża był biskupem w Bambergu od 28 grudnia 1040 do 1046. Cesarz Henryk III wyznaczył Swidgera do objęcia Stolicy Piotrowej, po abdykacji papieża Grzegorza VI (20 grudnia 1046). Początkowo Henryk chciał, by papieżem został arcybiskup Hamburga Adalbert.
Zaraz po wyborze na papieża, Klemens II koronował Henryka na cesarza Świętego Cesarstwa Rzymskiego, a jego żonę Agnieszkę na cesarzową. Wkrótce potem, cesarz nadał sobie tytuł patrycjusza i nakazał przysiąc, że Rzymianie nie mogą dokonać elekcji papieskiej bez zgody cesarza i patrycjusza. Klemens popierał reformy kluniackie i zaangażował się w zwalczanie symonii. 5 stycznia 1047 roku przewodniczył synodowi, który potępił symonię i nałożył 40-dniową pokutę na duchownych, którzy świadomie przyjęli sakrament święceń, wskutek symonii. W tym samym roku spotkał się także z Odilonem, opatem Cluny, a następnie wydał bullę powierzającą opactwo władzom Francji. Korespondował z Piotrem Damianim, który wyrażał niezadowolenie z powodu powolnych reform w Kościele. 1 października 1047 roku przebywał w opactwie św. Tomasza obok Pesaro, gdzie zmarł osiem dni później.
Klemens II został pochowany w Katedrze w Bambergu.

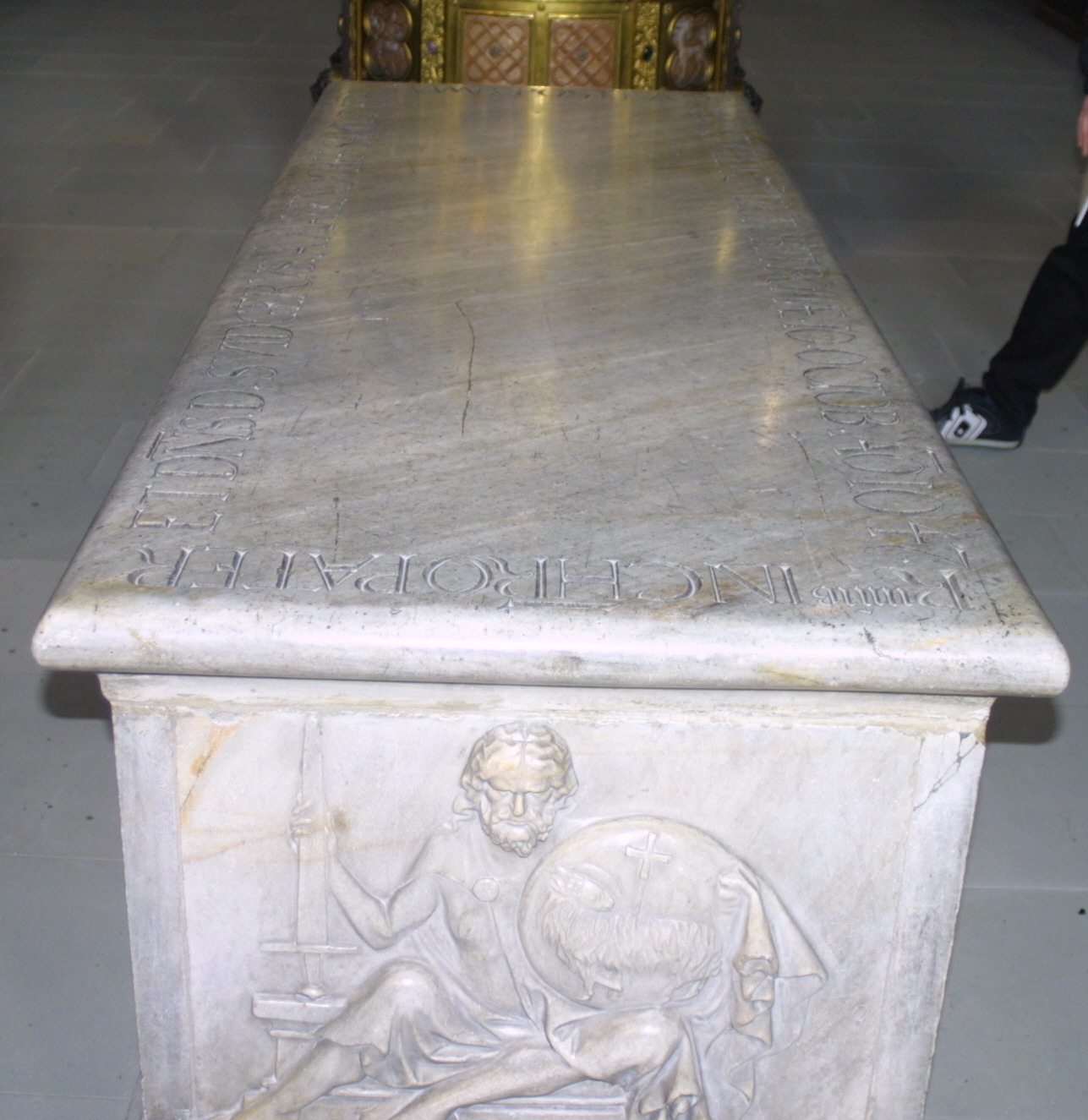
Grobowiec Klemensa II w Archikatedrze św. Piotra i św. Jerzego w Bambergu

22 października 1731 i 3 czerwca 1942 roku przeprowadzono ekshumacje zwłok papieża w celu wykonania badań toksykologicznych – ekspertyza potwierdziła dawne pogłoski, że przyczyną jego śmierci było zatrucie związkami ołowiu. Nie jest jednak pewne czy było to otrucie, ponieważ w tamtych czasach związki ołowiu były stosowane jako lek na choroby weneryczne.